# Phú Mỹ
Phú Mỹ est une ville de la province de Bà Rịa-Vũng Tàu dans le sud du Viêt Nam. Son territoire s'étend sur 333,84 km2.